# Полет 3519 на „Аерофлот“
Полет 3519 на „Аерофлот“ е редовен вътрешен пътнически полет от летище „Красноярск“, Красноярск, до летище „Иркутск“, Иркутск, Руска съветска федеративна социалистическа република, Съюз на съветските социалистически републики, управляван от „Аерофлот“. На 23 декември 1984 г. самолетът „Туполев Ту-154B-2“, който изпълнява полета, се разбива малко след излитане при опит за аварийно кацане, след като двигател № 3 се запалва. В катастрофата загиват 103 пътници и целият екипаж от 7 души на борда на машината.
Повредата в двигателя и причината да се запали, е металургичен и производствен дефект в диска на компресора с ниско налягане. Бордният инженер по погрешка изключва двигател № 2 (централният); 10 секунди по-късно той осъзнава грешката си и прави опит да го рестартира. Двигател № 3 е изключен и екипажът неуспешно се опитва да загаси огъня в него. Без предупреждение двигател № 2 започва да се върти със скорост на излитане и не може да се контролира от екипажа. По това време огънят от двигател № 3 е разпространен към двигател № 2. Пожарът поврежда електрическата система на самолета, което води до спад на напрежението и повреда на хидравликата.
Когато самолетът се насочва към летището в Красноярск, той лети със скорост от 420 км/ч на височина от 175 м и се спуска с 10 м/с. Поради огромните щети пилотите не успяват да контролират машината, тя се накланя надясно и се разбива в пистата в 14:15 ч. Единственият, които оцелява, е пътник, 27-годишен мъж, но тежко ранен.